# Combo
Combo var ett underhållningsprogram som sändes på SVT 2003-2006. Programmet producerades av SVT Nöje i Stockholm i samarbete med SVT Barn & Ungdom. Från studio 1 och studio 2.  
I Combo tävlade ett antal barn i 10-12 års ålder i lag om tre personer. I varje program möttes två lag. Tävlingen handlade om musik, sång och slutledningsförmåga. Deltagarna fick bland annat sjunga sånger ackompanjerade av husbandet under ledning av kapellmästaren Andreas Landegren. Varje program gästades dessutom av en musikgrupp eller artist, exempelvis Nanne Grönvall, Alcazar och Pernilla Wahlgren. Programledare var Josefine Sundström.
De tre eleverna i varje lag valdes ut med hjälp av lärare i musikklasser runt om i Sverige som skickade in band till programmets redaktion.